# Ballon de plage
Pour les articles homonymes, voir Beach ball.

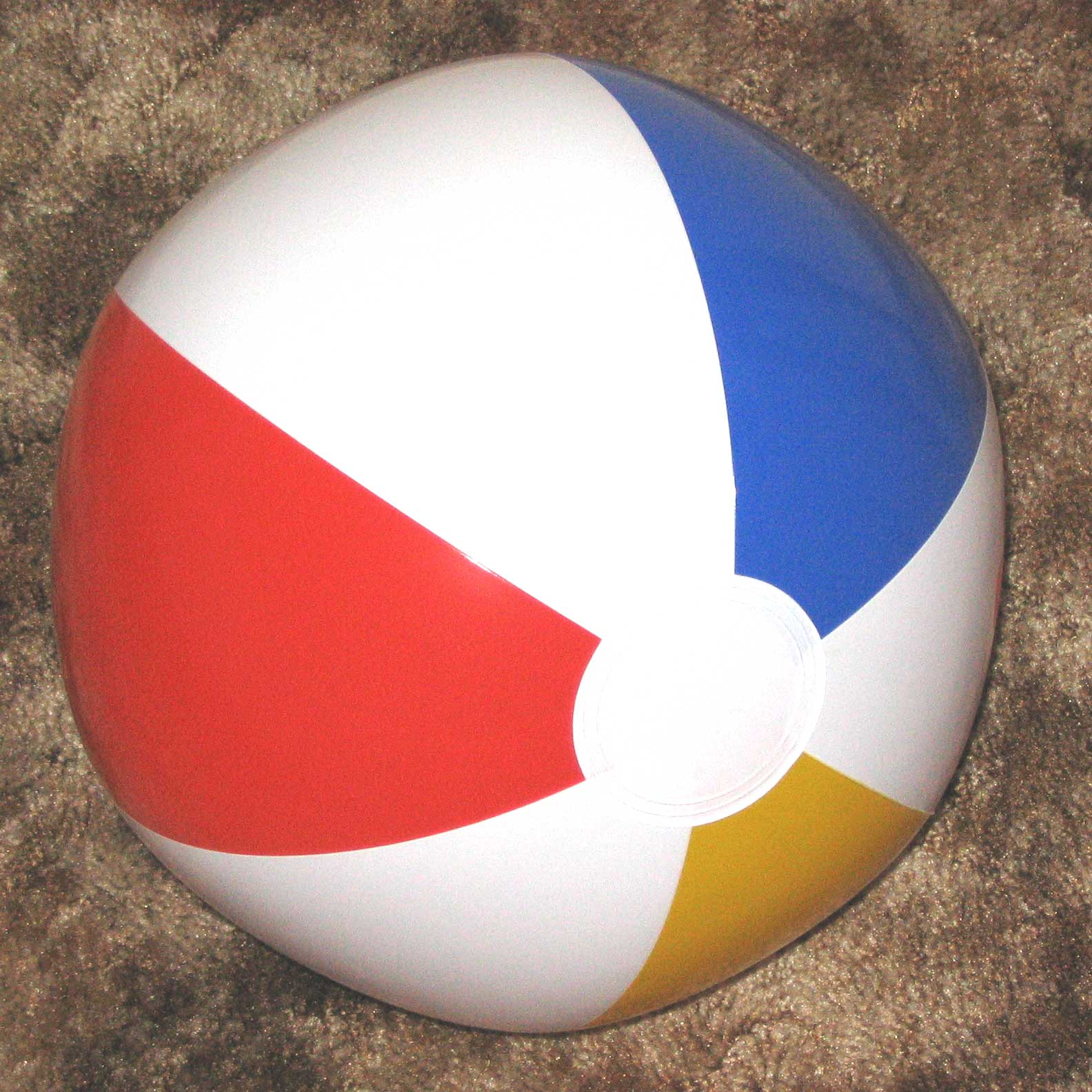
Un ballon de plage quadricolore sur un tapis.

Un ballon de plage est un ballon gonflable utilisé comme jeu aquatique ou de plage. Souvent de grande taille, leur faible poids permet une propulsion sans effort. Leur trajectoire est très lente et il doit être généralement attrapé à deux mains.
Ils sont devenus populaires dans les films de plage (en) des années 1960, avec pour vedette Annette Funicello et Frankie Avalon. Ces films comprennent Beach Party, Muscle Beach Party, Beach Blanket Bingo et How to Stuff a Wild Bikini.